# Oravan
Oravan (azerbajdzjanska: Oraban) är en ort i Azerbajdzjan.   Den ligger i distriktet Şəki Rayonu, i den centrala delen av landet, 230 km väster om huvudstaden Baku. Oravan ligger 802 meter över havet och antalet invånare är 1 033.
Terrängen runt Oravan är kuperad söderut, men norrut är den bergig. Närmaste större samhälle är Sheki, 15,0 km väster om Oravan. 
Trakten runt Oravan består i huvudsak av gräsmarker. Runt Oravan är det ganska glesbefolkat, med 34 invånare per kvadratkilometer.